# San Francesco di Paola (Palermo)

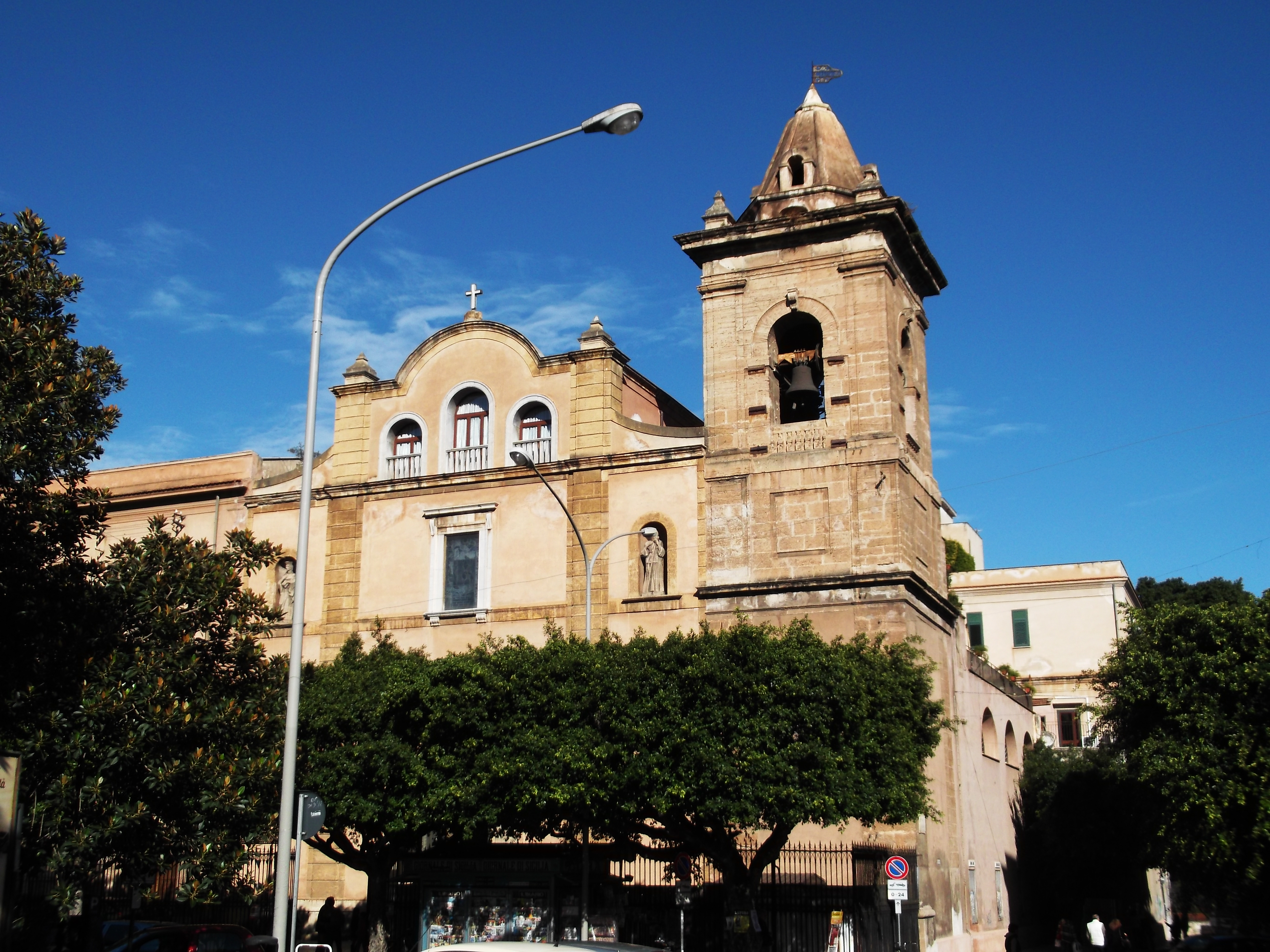
San Francesco di Paola

Die San Francesco di Paola ist eine Kirche der Renaissance in Palermo.

## Baugeschichte
An der Piazza San Francesco di Paola, der Legende nach am Ort des Grabes von Oliva von Palermo, eine der Stadtheiligen von Palermo, wurde 1310 die ihr geweihte Kirche erbaut. Mit Zustimmung des Senats von Palermo kam die Kirche am 4. Januar 1485 in die Obhut der Zunft der Schneider. Mit der Unterstützung des  Vizekönigs Ettore Pignatelli wurde die Kirche am 19. November 1518 dem San Francesco di Paola geweiht. Nach Bestätigung dieser Weihe durch Papst Clemens VII. am 13. März 1525 begann die Schneiderzunft mit finanzieller Unterstützung des Adels und der Bürger von Palermo die Kirche umzubauen.

## Fassade
Über dem Hauptportal der schlichten Renaissancefassade mit einem Wellengiebel weisen das Wappen mit einer Schere und eine Inschrift die Zunft der Schneider als die Verantwortlichen für die Kirche aus (D.O.M. MDXCIIII. Perexiguam a sartoribus colebatur, auctam a Minimis conservatur).
Die drei marmornen Halbfiguren an der Fassade stellen San Francesco di Paola, Santa Oliva und die Madonna mit Kind dar. Sie wurden von Giacomo Gaggini geschaffen und am 30. September 1536 hier aufgestellt.
Der Fassade wurde rechts ein Glockenturm beigefügt.

## Kircheninneres
Im Inneren der dreischiffigen, 40 × 11 m großen Kirche verbinden sich spätgotische Spitzbögen mit den klassischen Rundbögen der Renaissance. Alle Bauelemente wurden unter der Leitung von Fra Mariano Castello da Vicari mit vielfarbigem Marmor, teilweise vergoldetem Stuck und Fresken reich verziert. Die Fresken, meist mit Szenen aus dem Leben des San Francesco di Paola, schufen gegen 1700 Vito d’Anna und Zoppo di Gangi.
Das Ziborium im Presbyterium stammt von Michele Messina (1829), die „Anbetung der Hirten“ und die „Geburt Johannes des Täufers“ von Zoppo di Gangi.
In den Kapellen des Querschiffs befindet sich die Büste des Francesco di Paolo von Vincenzo Gaggini, das Grabmal für Giuseppe Pignatelli, Herzog von Terranova von Lorenzo Pennino und die marmorne Liegefigur der schlafenden Dichterin Giovanna de Caravelli (gest. 1546) von Antonino Gaggini.
Für die Kapelle der Heiligen Bartolomeo und Lorenzo malte Giuseppe d’Alvino 1601 ein Tafelbild, das Altargemälde für die Kapelle der Heiligen Oliva stammt von Gaspare Serenario und für die Sakristei schuf Vito d’Anna das Fresko „Triumph der Religion“.